# Танки (фильм)
«Танки» — российский приключенческий боевик режиссёра Кима Дружинина. В главной роли: Андрей Мерзликин. Автором идеи фильма является Владимир Мединский. Подзаголовок-слоган — «Танки: первые непобедимые».
Премьера киноленты состоялась 26 апреля 2018 года. На российские телеэкраны фильм вышел 23 февраля 2019 года.

## Сюжет
Действие кинокартины разворачивается в период 1939—1940 годов. Фильм рассказывает своеобразную (но не имеющую ничего общего с реально происходившими событиями) приключенческую историю тайного пробега на прототипах танка Т-34 конструктора Михаила Кошкина по маршруту Харьков—Москва с целью утвердить производство новых боевых машин, которые впоследствии помогли Советскому Союзу победить в Великой Отечественной войне.

## В ролях
- Андрей Мерзликин — генеральный конструктор Михаил Кошкин
- Антон Филипенко — лейтенант НКВД Пётр Мизулин
- Аглая Тарасова — металлург Лидия Катаева
- Дмитрий Поднозов — Василий Кривич, инженер-испытатель танка № 1 (секретный агент абвера)
- Сергей Стукалов — Николай Кайрат, механик-водитель танка № 2
- Дмитрий Цуцкин — Аркадий Кириллов, водитель грузовика сопровождения
- Андрей Дежонов — директор Харьковского танкового завода Юрий Максарёв
- Дмитрий Гирев — инженер-конструктор Николай Кучеренко
- Георгий Болонев — инженер-конструктор Александр Морозов
- Александр Тютин — командарм Григорий Кулик (после испытаний получивший звание маршала)
- Николай Горшков — комкор Георгий Жуков (после испытаний получивший звание генерала армии) (озвучил Евгений Дятлов)
- Владимир Капустин — майор РККА, командир артиллерийской батареи
- Дмитрий Готсдинер — начальник районного отдела Рабоче-крестьянской милиции
- Мэтс Рейнхард — полковник Гейгер, глава подразделения немецкой разведки
- Маша Токарева — офицер штаба в Берлине
- Алексей Овсянников — Гоззо, командир немецкой разведгруппы
- Леонид Тимцуник — инженер Шульц, специалист по танкам из Германии
- Владимир Верёвочкин — один из диверсантов
- Юрий Ицков — Батя, руководитель белогвардейского центра
- Игорь Грабузов — Бородатый, предводитель отряда белоказаков
- Антон Падерин — один из казаков-разбойников
- Виктор Княжев — сельский участковый
- Георги Майсурадзе — Иосиф Сталин
- Роман Грибков — комбриг бронетанковых войск РККА
- Никита Остриков — капитан РККА, адъютант Жукова
- Олег Сенченко — караульный на Красной площади

## Критика
Фильм получил очень низкие оценки российских кинокритиков. Обозреватель «Новой газеты» Лариса Малюкова в своей рецензии написала про фильм так: «Хотели зрелищную „киновойну“, получили глупую детскую войнушку, в которой фрицы — дебилы, битвы — игрушечные, а белоснежные русские березки не уничтожить вражеским орудиям. Хотели приключения в духе старого кино, получили топорную безвкусную пропагандистскую поделку в духе „Танкистов“, созданных за год до пробега Кошкина».